# Summer McIntosh
Summer McIntosh, född 18 augusti 2006 i Toronto, är en kanadensisk simmare.

## Karriär
Som ung satte McIntosh över 50 olika kanadensiska rekord i olika ungdomsklasser. I maj 2021 simmade McIntosh 400 meter frisim på tiden 4.05,13, vilket var den snabbaste tiden i hela världen av en 14-åring.

### 2021
McIntosh tävlade i fyra grenar vid OS i Tokyo 2021. Individuellt slutade hon på 9:e plats på 200 meter frisim, 4:e plats på 400 meter frisim och 11:e plats på 800 meter frisim. McIntosh var även en del av Kanadas kapplag som slutade på 4:e plats på 4×200 meter frisim. Efter att OS avslutats gjorde McIntosh sin debut i International Swimming League tävlande för Toronto Titans.
McIntosh var en del av Kanadas lag vid kortbane-VM 2021 och erhöll ett silver efter att simmat försöksheatet på 4×100 m medley, där Kanada sedermera tog silver i finalen. Hon simmade därefter den första sträckan för Kanadas lag som tog guld på 4×200 m frisim. McIntosh tog även sin första individuella medalj vid tävlingen – ett silver på 400 m frisim. Halvvägs in i loppet låg hon trea men passerade Siobhan Haughey och tog silvret endast besegrad av Li Bingjie. McIntosh hade också slagit det kanadensiska rekordet på 800 m i försöksheatet, men drog sig ur för att fokusera på 400 meter fritt samt lagkapperna.

### 2022
I juni 2022 vid VM i Budapest tog McIntosh, endast 15 år gammal, silver på 400 meter frisim. Hon simmade på tiden 3.59,39, vilket blev ett nytt kanadensiskt rekord samt blev blott den fjärde kvinnan att simma 400 meter frisim på under fyra minuter. McIntosh tog därefter sitt första VM-guld på 200 meter fjärilsim efter ett lopp på tiden 2.05,20, vilket blev ett nytt juniorvärldsrekord. Hon satte även ett juniorvärldsrekord på 4×200 meter frisim efter att simmat öppningssträckan på tiden 1.54,79, vilket hjälpte Kanada till ett brons. McIntosh avslutade sedan mästerskapet med att ta sitt andra VM-guld på 400 meter medley.

### 2023
Vid VM-uttagningar i Toronto den 28 mars satte McIntosh nytt världsrekord på 400 meter fritt med tiden 3.56,08.

### 2024
Den 16 maj, vid de kanadensiska OS-uttagningarna i Toronto, sänkte McIntosh sitt eget världsrekord på 400 meter medley till tiden 4.24,38.

## Privatliv
McIntosh är dotter till den tidigare olympiska simmaren Jill Horstead. Hennes äldre syster, Brooke (född 2005), tävlar i paråkning.

## Personliga rekord

### Långbana (50 meter)
| Gren            | Tid      | Arena                                 | Datum        | Noteringar  |
| --------------- | -------- | ------------------------------------- | ------------ | ----------- |
| 200 m frisim    | 1.54,79  | Donau Arena, Budapest                 | 22 juni 2022 | 0VRJ0       |
| 400 m frisim    | 3.56,08  | Toronto Pan Am Sports Centre, Toronto | 28 mars 2023 | 0VR0        |
| 800 m frisim    | 8.25,04  | Tokyo Aquatics Centre, Tokyo          | 29 juli 2021 |             |
| 1 500 m frisim  | 16.15,19 | Toronto Pan Am Sports Centre, Toronto | 7 maj 2021   |             |
| 200 m fjärilsim | 2.05,20  | Donau Arena, Budapest                 | 22 juni 2022 | 0VRJ0, 0NR0 |
| 400 m medley    | 4.24,38  | Toronto Pan Am Sports Centre, Toronto | 16 maj 2024  | 0VR0        |